# Плывущие облака (фильм, 1955)
«Плывущие облака» (яп. 浮雲 Ukigumo) — чёрно-белый японский фильм 1955 года режиссёра Микио Нарусэ по одноимённому роману — последнему произведению Фумико Хаяси, написанному ей незадолго до смерти в 1951. Обладатель нескольких кинопремий в категориях «Лучший фильм», «Лучшая режиссура», «Лучшая женская роль» и другие, № 3 в списке лучших японских фильмов всех времён по версии журнала Kinema Junpo.

## Сюжет
Как и у романа-источника, действие фильма пройсходит после Второй мировой войны и насыщено темой странствий и флешбэками, сравнивающими яркое прошлое с тусклым настоящим главной героини Юкико, которая бесконечно пытается найти своё место в новой Японии.
Сюжет следует за героиней, которая возвращается в Японию из Французского Индокитая, где работала секретарём-машинисткой. Она пытается отыскать лесничего Кэнго, с которым она во время войны вместе работала в Далате и имела любовную связь. Юкико находит его и связь возобновляется, однако он не держит данное ранее слово и отказывается развестись с женой; более того, спит и с другими женщинами.
Вынужденная в условиях безработицы стать содержанкой американского солдата, позже местного богача, женщина не в силах отказаться от отношений с Кэнго; несмотря на собственное положение, даже одалживает ему деньги. Когда жена лесничего умирает от болезни, он находит работу далеко от прежнего дома. Несмотря на отсутствие у него интереса, Юкико покидает богача («одолжив» у него деньги) и следует за любимым. В пути она заболевает, но продолжает двигаться, вместо того чтобы отдохнуть и восстановить здоровье, в страхе, что Кэнго её покинет. Только когда она умирает, её мужчина осознает, что сгубил верную любовь.

## Критика
Фильм был положительно принят как аудиторией, так и критикой. По информации австралийского киноведа Фриды Фрайберг, «Плывущие облака» считаются наиболее популярной лентой Нарусэ, по крайней мере, в Японии.
Она же обратила внимание, что «отчаяние и замкнутость героев „Плывущих облаков“ напрямую связаны с депрессивностью и деморализованностью социальных и экономических условий послевоенной Японии — разбомбленными городами, недостатком жилья и продовольствия, позором поражения нации и иностранной оккупации, толкающими женщин к проституции с американским военным персоналом…»
Мельбурнский кинокритик Эдриан Мартин, редактор онлайн-журнала о кино Rouge, упоминая фильм в рецензии на другую киноленту, назвал стилистику Микио Нарусэ кино «вечного хождения». Подобное же было выражено французским режиссёром, сценаристом и критиком Бертраном Тавернье, говорившим о другом фильме Нарусэ «Стон горы», что режиссёр практически поминутно описывает каждый переход или путешествие, «эти отправления и прибытия передают изменения ситуации … служат как инструмент выражения чувств». В «Плывущих облаках» люди, идущие по улицам, участвуют в «каждодневном путешествии, где время измеряется шагами, — и даже наиболее мелодраматические удары судьбы и экстатические моменты удовольствия не могут оторвать героев от неромантичного и несентиментального движения вперёд по своему существованию.»

## В ролях
| Актёр           | Роль          |
| --------------- | ------------- |
| Хидэко Такаминэ | Юкико Кода    |
| Масаюки Мори    | Кэнго Томиока |
| Марико Окада    | Сэй Мукаи     |
| Исао Ямагата    | Сугио Иба     |
| Маюри Мокусё    | Номия         |
| Дайскэ Като     | Сэйкити Мукаи |

## Награды
Премия «Голубая лента» (1956)
- Лауреат в категории «Лучший фильм»[4]

Премия «Майнити» (1956)

Лауреат в категориях
- «Лучший фильм»
- «Лучшая режиссура» — Микио Нарусэ
- «Лучшая женская роль» — Хидэко Такаминэ
- «Лучшая звукооператорская работа» — Хисаси Симонага

Премия «Kinema Junpo» (1956)

Лауреат в категориях
- «Лучший фильм»
- «Лучшая режиссура» — Микио Нарусэ
- «Лучшая женская роль» — Хидэко Такаминэ
- «Лучшая мужская роль» — Масаюки Мори[5][6]

Кроме того, в 1995 году фильм занял 3-е место (после «Семи самураев» и «Токийской истории») в списке 100 лучших японских фильмов всех времён, составленном журналом Kinema Junpo по результатам всенародного опроса.